# 库珀斯敦 (纽约州)
库珀斯敦（英語：Cooperstown）是美国纽约州奥齐戈县的一个村和县城。 村的大部分地区位于奥齐戈镇内，但东部部分地区则位于米德尔菲尔德镇。此鎮的名稱來自於1785年買下這地區土地的商人William Cooper。 
库珀斯敦最着名的是美国国家棒球名人堂暨博物馆的建筑，于1939年开业，因此“库珀斯敦”也成為美國棒球名人堂的代稱。 农民博物馆，芬尼莫尔艺术博物馆，Glimmerglass歌剧院和纽约州历史协会也在这里。 这个村历史悠久的1900年前核心大部分是1980年被列入国家史迹名录的库珀斯敦历史街区。 其边界在1997年增加，确定了更多的贡献财产。
截至2010年人口普查，该村人口为1,852人。